# Cúmulo globular M70
El Cúmulo globular M70 (también conocido como M70 o NGC 6681) es un cúmulo globular en la constelación de Sagitario. Fue descubierto por Charles Messier en 1780.
M70 está a una distancia de aproximadamente 29.300 años luz de distancia respecto la Tierra y cerca del centro galáctico. Tiene aproximadamente el mismo tamaño y luminosidad que su vecino en el espacio, el cúmulo globular M69. Sólo se conocen 2 estrellas variables cefeidas dentro del cúmulo.